# Traccatichthys
Traccatichthys is een monotypisch geslacht van straalvinnige vissen uit de familie van steenkruipers (Balitoridae).

## Soort
- Traccatichthys pulcher (Nichols & Pope, 1927)